# Кајует Оржвил
Кајует Оржвил (фр. Caillouet-Orgeville) насеље је и општина у северној Француској у региону Горња Нормандија, у департману Ер која припада префектури Евре.
По подацима из 2011. године у општини је живело 409 становника, а густина насељености је износила 51,84 становника/km². Општина се простире на површини од 7,89 km². Налази се на средњој надморској висини од 126 метара (максималној 136 m, а минималној 75 m).

## Демографија
| 1962. | 1968. | 1975. | 1982. | 1990. | 1999. | 2011. |
| ----- | ----- | ----- | ----- | ----- | ----- | ----- |
| 263   | 282   | 288   | 270   | 336   | 367   | 409   |

График промене броја становника у току последњих година